# Adaro Chirta
L'Adaro 1.E.7 Chirta est un biplan biplace en tandem d'école construit en Espagne peu avant le début de la guerre civile espagnole (1936).

## Historique
En 1934, dans le cadre du programme d’expansion militaire décidé par le ministre de la Guerre espagnol José María Gil-Robles, la Dirección General de Aeronáutica (DGA) organisa un concours pour la fourniture d’un biplace d’école et d’entraînement. Le moteur était imposé, Elizalde S.A. (es) venant d’acheter en Tchécoslovaquie une licence de production du Walter Junior (en). La fabrication de ce groupe quatre cylindres en ligne de 105 ch (120 ch au décollage) venait de débuter à Barcelone.
Instructeur à l’École supérieure aérotechnique, l’ingénieur Julio Adaro Tarradillos dessina un biplan biplace en tandem de construction mixte à ailes légèrement décalées. La voilure était en bois, le fuselage reposait sur une poutre métallique et des cadres en bois, l’ensemble étant entoilé. Le train d’atterrissage était classique, fixe. Un réservoir de 150 litres occupait la partie centrale du plan supérieur, un réservoir supplémentaire de 30 litres étant disponible dans le fuselage.
Le prototype Adaro 1.E.7 Chirta fut livré en juillet 1935 à Cuatro Vientos (es) pour y subir des essais comparatifs avec les Gil-Pazó GP-1 (en), Loring X et Hispano-Suiza E.34 (en). Courant 1936, le GP-1 fut finalement déclaré vainqueur de la compétition, devant l’Hispano-Suiza E.34. Classé troisième, le Chirta ne fut pas commandé en série. On ignore le sort réservé au prototype, mais il est certain que quand les troupes nationalistes occupèrent Cuatro Vientos en novembre 1936, ils découvrirent le Chirta en état de vol dans un hangar. Il est donc probable que ce biplace ait été utilisé par l’Aviación Nacional Española (es).